# Pachycarpus decorus
Pachycarpus decorus är en oleanderväxtart som beskrevs av Nicholas Edward Brown. Pachycarpus decorus ingår i släktet Pachycarpus och familjen oleanderväxter. Inga underarter finns listade i Catalogue of Life.